# Buckingham Nicks
Buckingham Nicks è l'unico album in studio del duo rock statunitense Buckingham Nicks, formato da Lindsey Buckingham e Stevie Nicks. Il disco è stato pubblicato nel 1973.

## Tracce
1. Crying in the Night (Stevie Nicks) – 2:48
2. Stephanie (Lindsey Buckingham) – 2:12
3. Without a Leg to Stand On (Buckingham) – 2:09
4. Crystal (Nicks) – 3:41
5. Long Distance Winner (Nicks) – 4:51
6. Don't Let Me Down Again (Buckingham) – 4:51
7. Django (John Lewis) – 1:02
8. Races are Run (Nicks) – 4:14
9. Lola (My Love) (Buckingham) – 3:44
10. Frozen Love (Nicks, Buckingham) – 7:16

## Formazione

### Gruppo
- Lindsey Buckingham – voce, chitarra, basso, percussioni
- Stevie Nicks – voce

### Altri musicisti
- Gary 'Hoppy' Hodges – batteria, percussioni
- Jorge Calderón – percussioni
- Richard Hallagan – arrangiamento archi
- Jim Keltner – batteria
- Peggy Sandvig – tastiera
- Jerry Scheff – basso
- Monty Stark – sintetizzatore
- Mark Tulin – basso
- Ronnie Tutt – batteria
- Waddy Wachtel – chitarra